# Księżniczka na ziarnku grochu (film 2002)
Księżniczka na ziarnku grochu (ang. The Princess and the Pea, 2002) – amerykańsko-węgierski animowany familijny film fantasy w reżyserii Marka Swana na podst. baśni Hansa Christiana Andersena pod tym samym tytułem.

## Obsada głosowa
- Amanda Waving – Daria (dialogi)
- Kirsten Benton – Daria (śpiew)
- Jonathan Firth – książę Otto (dialogi)
- Dan Finnerty – książę Otto (śpiew)
- Steven Webb – młody Otto
- Nigel Lambert – Sebastian
- Lincoln Hoppe – Heath
- Ronan Vibert – Alfred
- Eve Karpf – Bertha
- Liz May Brice – Brunhilda
- Richard Ridings –
  - król Windham,
  - Button
- Patsy Rowlands – Niania

i inni

## Wersja polska
Wersja polska: Master Film

Reżyseria: Krzysztof Kołbasiuk

Dialogi: Jan Jakub Wecsile

Kierownik muzyczny: Piotr Gogol

Teksty piosenek: Andrzej Brzeski

Wystąpili:
- Karolina Gruszka – Daria (dialogi)
- Małgorzata Szymańska – Daria (śpiew)
- Mateusz Damięcki – Otto (dialogi)
- Michał Rudaś – Otto (śpiew)
- Kajetan Lewandowski – młody Otto
- Mariusz Benoit – Alfred
- Stanisław Brudny – Sebastian
- Krystyna Tkacz – Bertha
- Agata Kulesza – Brunhilda
- Ilona Kuśmierska – Niania
- Izabela Dąbrowska – Gidia
- Paweł Szczesny – Bamber
- Olga Bończyk – Marianna
- Aleksander Bednarz – ojciec
- Katarzyna Radochońska – akuszerka
- Krzysztof Kołbasiuk – Filip

i inni